# Изворалу де Жос (Мехединци)
Изворалу де Жос (рум. Izvorălu de Jos) насеље је у Румунији у округу Мехединци у општини Ливезиле. Oпштина се налази на надморској висини од 279 m.

## Становништво
Према подацима из 2002. године у насељу је живело 285 становника, од којих су сви румунске националности.